# La Puebla de Fantova
La Puebla de Fantova es una localidad española perteneciente desde 1960 al municipio de Graus, en la Ribagorza, provincia de Huesca, Aragón. Se encuentra a 700 m s. n. m. Fue fundada en la Baja Edad Media por gentes provenientes sobre todo de Fantova, enclave fortificado construido en el siglo X. Su lengua propia es el aragonés bajorribagorzano.

## Geografía humana

### Demografía
| Gráfica de evolución demográfica de La Puebla de Fantova entre 1842 y 1960 |
| |
| Población de derecho según los censos de población del INE Población de hecho según los censos de población del INEEn este censo se denominaba Funtova: 1842 En este censo se denominaba Fantoba: 1857 Entre el censo de 1857 y el anterior, crece el término del municipio porque incorpora a 225075 (Centenera) Entre el censo de 1970 y el anterior, este municipio desaparece porque se integra en el municipio 22117 (Graus) |

## Patrimonio

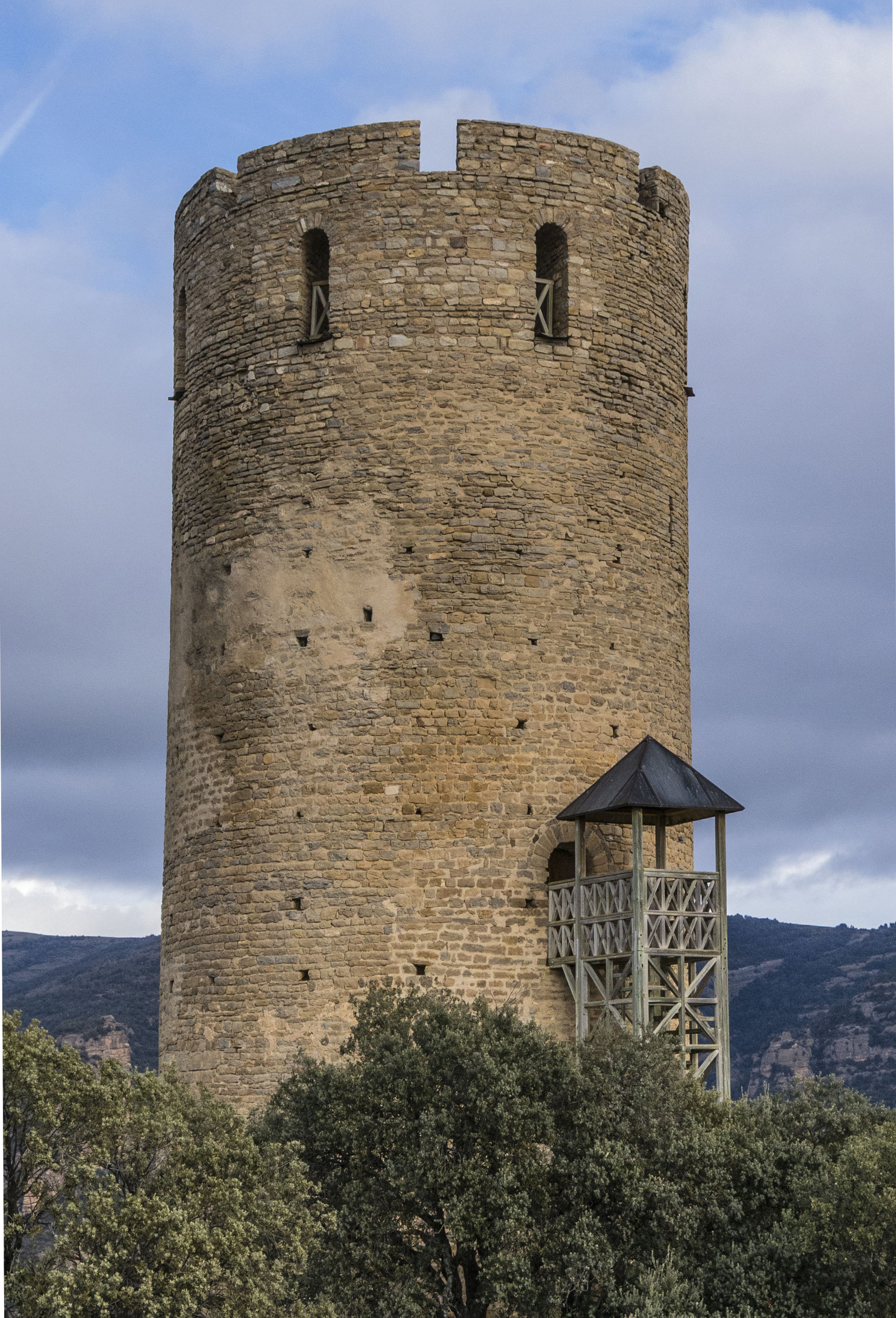
Castillo de Fantova

- Iglesia de Nuestra Señora de La Asunción. Siglo XVII.
- Conjunto urbano. Destacan la torre de Pariz y la torre de Chirón.
- Castillo de Fantova. Siglos X y XI.[3]
- Ermita de Santa Cecilia. Románica, siglo XII. Tiene planta rectangular y ábside semicircular. Está construida con sillar y sillarejo, y con losa en la cubierta. Cuenta con dos portadas la del sur con arco de medio punto y otra en el muro norte que está cegada. El campanario está adosado al muro oeste.[4][5]
- Ermita de San Gregorio. Románica, siglo XII. De planta rectangular, cubierta con bóveda de medio cañón; el ábside es semicircular, no presenta ventanas y se cubre con bóveda de cuarto de esfera. La portada está en el muro sur y hay dos pequeños vanos uno en el muro sur y el otro en del oeste. El aparejo es de sillarejo y la cubierta de lajas de piedra.[6][7]
- Ermita de Monte Muro. Se encuentra en ruinas y pertenecería al gótico. Presenta planta rectangular, cabecera plana y portada en el muro sur. Se conserva en pie un arco de medio punto que descansa sobre capiteles labrados que separaba el presbiterio de la nave.[8]
- Ermita de San Clemente de Bayona. Siglo XVIII, arquitectura popular. Presenta nave de planta rectangular, cabecera plana, bóveda de medio cañón y portada en el muro oeste con arco de medio punto. La construcción es de mampostería y la cubierta de lajas de piedra.[9]
- Ermita de San Clemente de la Tobeña. Románica, siglo XII. De planta rectangular que incluye un pequeño presbiterio, tienen cubierta con bóveda de medio cañón. El ábside es semicircular con una estrecha ventana en el centro y se cubre con bóveda de cuarto de esfera. La portada se encuentra en el muro sur y tiene arco de medio punto. La construcción es de sillarejo y la cubierta de lajas de piedra.[10]
- Ermita de la Virgen de Laude. Gótica, siglo XVI. De una sola nave, planta rectangular y cabecera plana. Se cubre con bóveda de cañón apuntada, mientras que el presbiterio tiene bóveda de crucería. La portada se encuentra en el muro oeste, tiene arco de medio punto y sobre ella se levanta una pequeña espadaña.[11]

## Fiestas
- Fiesta mayor en honor a la Virgen de Laude, el penúltimo fin de semana de agosto.
- Fiesta del 8 de septiembre.
- Santa Águeda, fiesta de gran tradición que se celebra en el mes de febrero.
- Las Reliquias, romería al castillo de Fantova en el mes de mayo.

## Rutas
Las siguientes rutas de senderismo pasan por la localidad:
- PR-HU 49